# 左丰美
左丰美（1918年—1999年6月13日），男，江西铅山人，中华人民共和国政治人物，曾任福建省民政局局长，福建省政协副主席。